# Neobidessus alvarengai
Neobidessus alvarengai är en skalbaggsart som beskrevs av Young 1981. Neobidessus alvarengai ingår i släktet Neobidessus och familjen dykare. Inga underarter finns listade i Catalogue of Life.